# تعددية (رياضيات)
في الرياضيات، التعددية (بالإنجليزية: Multiplicity)‏ لعضو في مجموعة حيث التكرر (أو التعدد) مسموح به، هي عدد المرات التي يظهر فيها هذا العنصر في هذه المجموعة. على سبيل المثال، عدد المرات حيث تنعدم متعدد حدود في نقطة معينة هو ما يمكن أن يسمى تعددية هذا الجذر.

## في التحليل العقدي
انظر إلى دالة تامة الشكل وإلى قطب (تحليل عقدي) وإلى دالة جزئية الشكل وإلى متسلسلة تايلور.